# Петар Марић
Петар Марић (1990, Београд) је српски хармоникаш. Петар је један од најнаграђиванијих српских хармоникаша, првак света у електричној хармоници, победник Светског купа за хармоникаше у италијанском граду Сполето, носилац десетина освојених награда на републичким и европским такмичењима, добитник је важних признања из области културе, као што су „Београдски анђео“ којег додељује Секретаријат за културу града Београда, Плакета општине Стари град за допринос у области музике, Повеља престолонаследника Александра Карађорђевића, а додељена му је и титула амбасадора културе Републике Србије, носиоца пројекта “Београд 2020” и многа друга признања.

## Биографија
Већ са пет година почиње да свира хармонику. Упоредо са основном, завршио је Средњу музичку школу „Др Војислав Вучковић“ у класи проф. Александра Николића са којим и данас наступа широм света. Као средњошколац је држао концерте свуда по свету и имао понуде да настави школовање на најбољим светским конзерваторијумима.
Школовање је наставио у Паризу, сарађујући са проф. Фредериком Десампом и проф. Франком Анђелисом, двојициом тренутно најпознатијих и најутицајнијих професора у свету хармонике. Постдипломске студије завршава у Словачкој, у Братислави код еминентног проф. Тибора Рацза.
Године 2014. одлази на тронедељну турнеју по Сједињеним Америчким Државама, и одржава 17 концерата.